# My Innermost
My Innermost – pierwszy studyjny album niemieckiej wokalistki Joany Zimmer, wydany 23 maja 2005 roku. Promowany był przez 2 single: „I Believe (Give a Little Bit)” oraz „I’ve Learned to Walk Alone”.
Piosenkarka nagrała go, podpisując wcześniej kontrakt z wytwórnią Universal Music. Znajdują się na niej utwory takich autorów jak Burt Bacharach, Andreas Carlsson, Gary Barlow, Dietmar Kawohl czy Nik Kershaw. Większość piosenek nagrana została w studiu LaCarr Studios przy współpracy dwóch szwedzkich producentów: Pontusa Söderqvista oraz Nicka Nice’a.
Album zajął 5. pozycję w niemieckim notowaniu i zyskał status złotego.

## Standard Version
| #   | Tytuł                           | Autor/zy                                    | Producent                                   | Czas |
| --- | ------------------------------- | ------------------------------------------- | ------------------------------------------- | ---- |
| 1.  | „Love is a Temple”              | M.Hjalmarsson                               | Nick Nice, Pontus Söderqvist                | 3:45 |
| 2.  | „Lucky Star”                    | A.Sahlin, N.Windahl, Pontus Söderqvist      | Nick Nice, Pontus Söderqvist                | 3:55 |
| 3.  | „I Believe (Give a Little Bit)” | Marcella Detroid                            | Nick Nice, Pontus Söderqvist                | 4:43 |
| 4.  | „When We Dance”                 | D.Shawe, J.Daddario                         | Peter Ries                                  | 4:36 |
| 5.  | „I’ve Learned to Walk Alone     | F. Ramond, Senait                           | Nick Nice, Pontus Söderqvist                | 3:55 |
| 6.  | „What you Give is What you Get” | W.Brown, H.Ahlgreen                         | Peter Ries                                  | 3:26 |
| 7.  | „Any Other Day”                 | N.Kreshaw, I.Curnow                         | Nick Nice, Pontus Söderqvist                | 3:22 |
| 8.  | „Island In the Stream”          | M. Gibb, R.Gibb, B. Gibb                    | Nick Nice, Pontus Söderqvist                | 4:02 |
| 9.  | „Got to be Sure”                | G.Barlow, Nick Nice, Pontus Söderqvist      | Nick Nice, Pontus Söderqvist                | 3:31 |
| 10. | „When You Love Somebody”        | B.Bacharach, A.Carlsson                     | Nick Nice, Pontus Söderqvist                | 4:38 |
| 11. | „Miss you in my Arms”           | Dietmar Kawohl, P. Bischof                  | Dietmar Kawohl, Mats Björklund, Hans Sinder | 3:43 |
| 12. | „In the End”                    | A.Ahlenius, F. Ström, A.Bergström, D.Gibson | Nick Nice, Pontus Söderqvist                | 3:45 |
| 13. | „Because of You”                | Dietmar Kawohl, B.Bischof                   | Dietmar Kawohl, Mats Björklund, Hans Sinder | 4:16 |

## Deluxe Edition
| #   | Tytuł                                                                            | Autorzy                                     | Producent                                   | Czas |
| --- | -------------------------------------------------------------------------------- | ------------------------------------------- | ------------------------------------------- | ---- |
| 1.  | „Love is a Temple”                                                               | M.Hjalmarsson                               | Nick Nice, Pontus Söderqvist                | 3:45 |
| 2.  | „Lucky Star”                                                                     | A.Sahlin, N.Windahl, Pontus Söderqvist      | Nick Nice, Pontus Söderqvist                | 3:55 |
| 3.  | „I Believe (Give a Little Bit)”                                                  | Marcella Detroid                            | Nick Nice, Pontus Söderqvist                | 4:43 |
| 4.  | „When We Dance”                                                                  | D.Shawe, J.Daddario                         | Peter Ries                                  | 4:36 |
| 5.  | „Let’s Make History                                                              | Ina Wolf, Martin Frainer, Petra Bonmassar   | Nick Nice, Pontus Söderqvist                | 3:36 |
| 6.  | „I’ve Learned to Walk Alone                                                      | F. Ramond, Senait                           | Nick Nice, Pontus Söderqvist                | 3:55 |
| 7.  | „What you Give is What you Get”                                                  | W.Brown, H.Ahlgreen                         | Peter Ries                                  | 3:26 |
| 8.  | „Any Other Day”                                                                  | N.Kreshaw, I.Curnow                         | Nick Nice, Pontus Söderqvist                | 3:22 |
| 9.  | „Island In the Stream”                                                           | M. Gibb, R.Gibb, B. Gibb                    | Nick Nice, Pontus Söderqvist                | 4:02 |
| 10. | „Got to be Sure”                                                                 | G.Barlow, Nick Nice, Pontus Söderqvist      | Nick Nice, Pontus Söderqvist                | 3:31 |
| 11. | „When You Love Somebody”                                                         | B.Bacharach, A.Carlsson                     | Nick Nice, Pontus Söderqvist                | 4:38 |
| 12. | „Miss you in my Arms”                                                            | Dietmar Kawohl, P. Bischof                  | Dietmar Kawohl, Mats Björklund, Hans Sinder | 3:43 |
| 13. | „In the End”                                                                     | A.Ahlenius, F. Ström, A.Bergström, D.Gibson | Nick Nice, Pontus Söderqvist                | 3:45 |
| 14. | „Because of You”                                                                 | Dietmar Kawohl, B.Bischof                   | Dietmar Kawohl, Mats Björklund, Hans Sinder | 4:16 |
| 15. | „For Your Love”                                                                  |                                             |                                             | 3:56 |
| 16. | „Power On Your Side”                                                             |                                             |                                             | 3:51 |
| 17. | "I Believe (Live with the „Deutsche Filmorchester Babelsberg”)”                  | Marcella Detroid                            | Nick Nice, Pontus Söderqvist                | 4:35 |
| 18. | „I’ve Learned to Walk Alone (Live with the „Deutsche Filmorchester Babelsberg”)” | F. Ramond, Senait                           | Nick Nice, Pontus Söderqvist                | 3:52 |
| 19. | „What a Wonderful World”                                                         | Bob Thiele, George David Weiss              |                                             | 2:36 |

## Pozycje na listach
| Notowanie (2005)              | Najwyższa pozycja |
| ----------------------------- | ----------------- |
| Austria (Media Control AG)    | 25                |
| Europa (Billboard)            | 22                |
| Francja (SNEP)                | 157               |
| Niemcy (Media Control AG)     | 5                 |
| Szwajcaria (Media Control AG) | 13                |